# Bentley Azure
Bentley Azure – samochód sportowy klasy aut luksusowych produkowany przez brytyjską markę Bentley w latach 1995 - 2003 oraz ponownie w latach 2006 – 2009.

## Pierwsza generacja

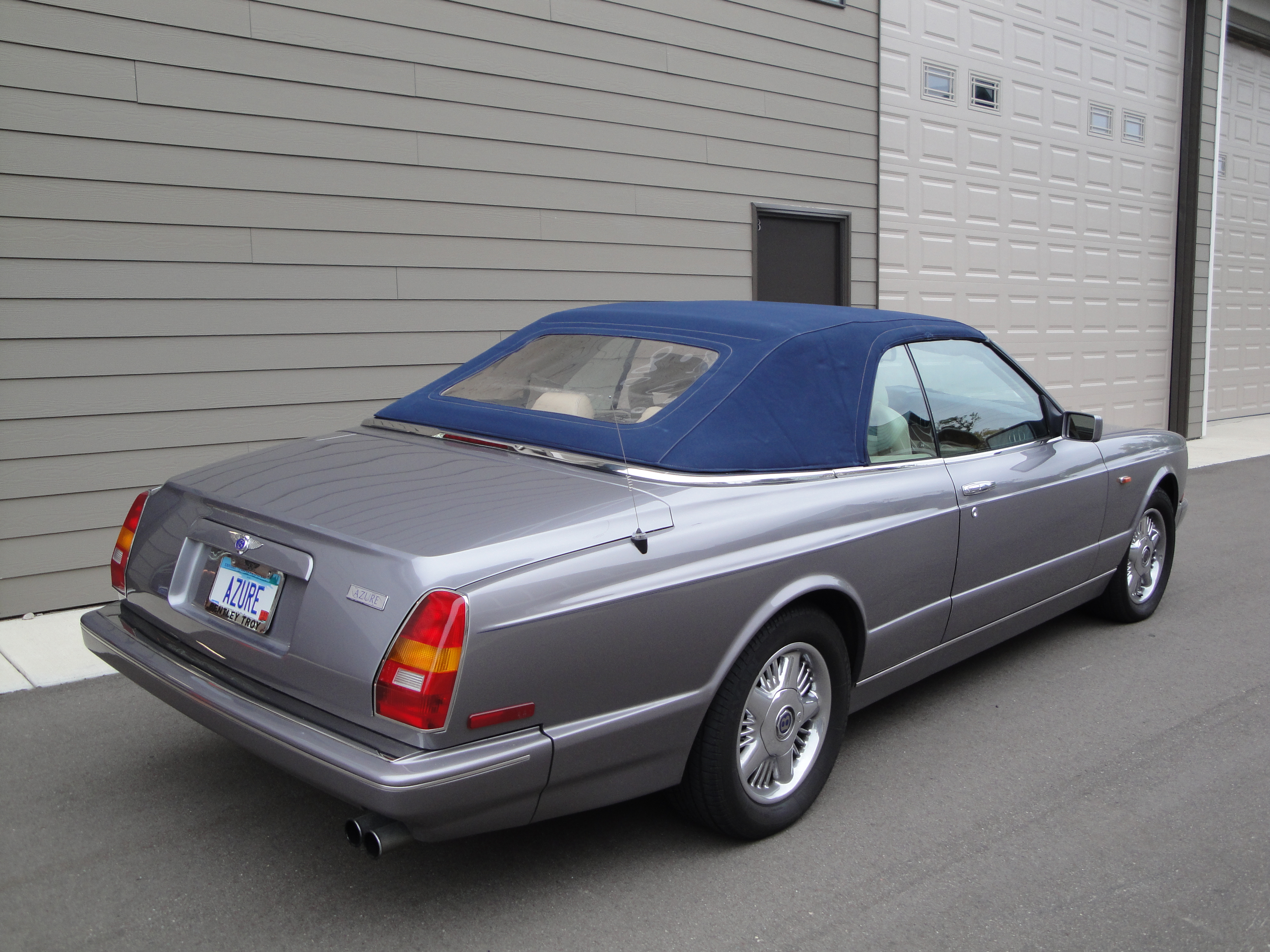
Bentley Azure I - tył

Bentley Azure I został zaprezentowany po raz pierwszy w 1995 roku.
Dostępny jako 2-drzwiowy kabriolet. Następca modeli z rodziny T-series. Do napędu używano silników V8 o pojemności 6,8 litra. Moc przenoszona była na koła tylne poprzez 4-, a w późniejszych modelach 6-biegową automatyczną skrzynię biegów. Samochód występował także w mocniejszej wersji Azure T.

### Silnik
- V8 6,75 l (6750 cm³), 2 zawory na cylinder, OHV, turbo
- Układ zasilania: wtrysk Zytek EMS3
- Średnica × skok tłoka: 104,10 mm × 99,10 mm
- Stopień sprężania: 8,0:1
- Moc maksymalna: 405,6 KM (298,3 kW) przy 4100 obr./min
- Maksymalny moment obrotowy: 835 N•m przy 2150 obr./min

### Osiągi
- Przyspieszenie 0-100 km/h: 6,3 s
- Prędkość maksymalna: 250 km/h
- Średnie zużycie paliwa: 17,8 l / 100 km

## Druga generacja

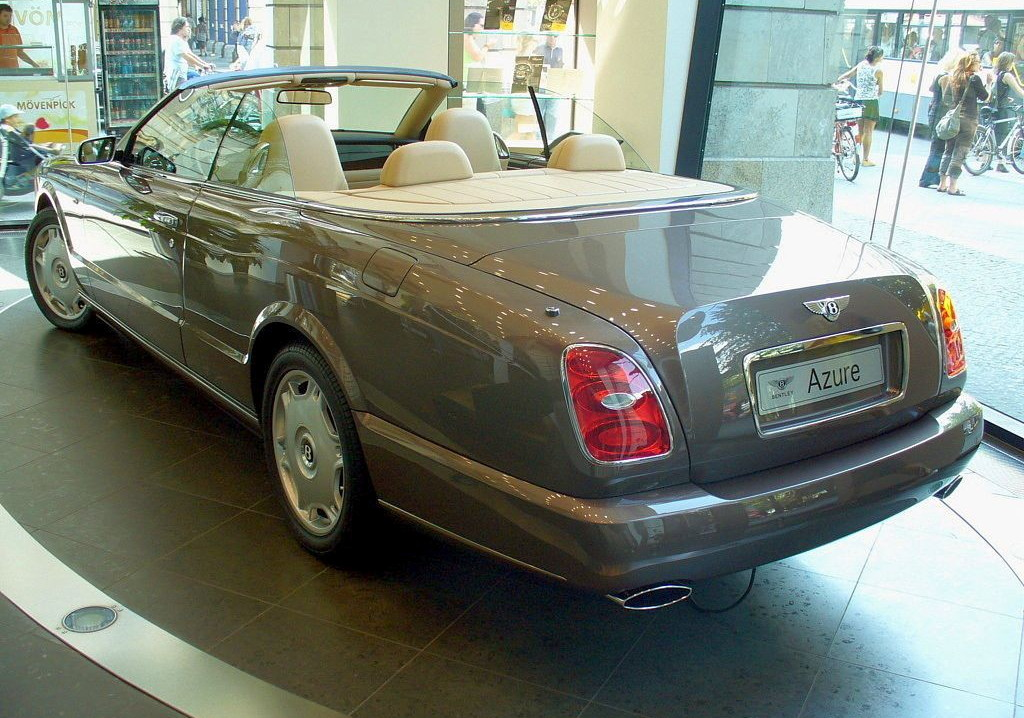
Bentley Azure II - tył

Bentley Azure II został zaprezentowany po raz pierwszy w 2006 roku.
Bentley zdecydował się powrócić do modelu Azure po trzyletniej przerwie, prezentując na początku 2006 roku drugie wcielenie. De facto, była to wersja cabrio modelu Brooklands.

### Silnik
- V8 6,8 l (6761 cm³), 2 zawory na cylinder, OHV, turbo
- Układ zasilania: wtrysk
- Średnica × skok tłoka: 104,20 mm × 99,10 mm
- Stopień sprężania: 7,8:1
- Moc maksymalna: 507 KM (372,9 kW) przy 4200 obr./min
- Maksymalny moment obrotowy: 1000 N•m przy 3200 obr./min

### Osiągi
- Przyspieszenie 0-100 km/h: 5,5 s
- Przyspieszenie 0-160 km/h: 12,1 s
- Prędkość maksymalna: 288 km/h
- Średnie zużycie paliwa: 19,5 l / 100 km